# Lukavec (Fulnek)
Lukavec je vesnice, část města Fulnek v okrese Nový Jičín v Moravskoslezském kraji. Lukavec se nachází na slezské straně moravsko-slezské zemské hranice, v přírodním parku Oderské vrchy, podél silnice vedoucí z Fulneku do Bílovce. Nadmořská výška obce je 345 metrů.

## Název
Místní jméno Lukavec bylo odvozeno od přídavného jména lukavý - „křivolaký“. Původně se jednalo o jméno vodního toku (potoka), které bylo přeneseno na osadu u něj založenou.

## Historie
První písemná zmínka o vesnici pochází z roku 1312. V obci se nacházel jeden z nejstarších pivovarů na území Moravy a Českého Slezska, takzvaný Pelzův pivovar, založený v roce 1663.

## Obyvatelstvo
| Rok            | 1869 | 1880 | 1890 | 1900 | 1910 | 1921 | 1930 | 1950 | 1961 | 1970 | 1980 | 1991 | 2001 | 2011 | 2021 |
| -------------- | ---- | ---- | ---- | ---- | ---- | ---- | ---- | ---- | ---- | ---- | ---- | ---- | ---- | ---- | ---- |
| Počet obyvatel | 532  | 555  | 557  | 590  | 614  | 527  | 523  | 427  | 463  | 443  | 408  | 396  | 397  | 384  | 372  |
| Počet domů     | 86   | 97   | 93   | 92   | 90   | 91   | 103  | 104  | 98   | 102  | 107  | 116  | 122  | 124  | 126  |

## Obecní správa
Při sčítání lidu v letech 1850–1976 Lukavec byl samostatnou obcí, se kterým patřil nejprve do okresu Opava, ale v letech 1900–1950 v okrese Bílovec a od roku 1960 v okrese Nový Jičín. Od 1. dubna 1976 je částí města Fulnek v okrese Nový Jičín.

## Galerie

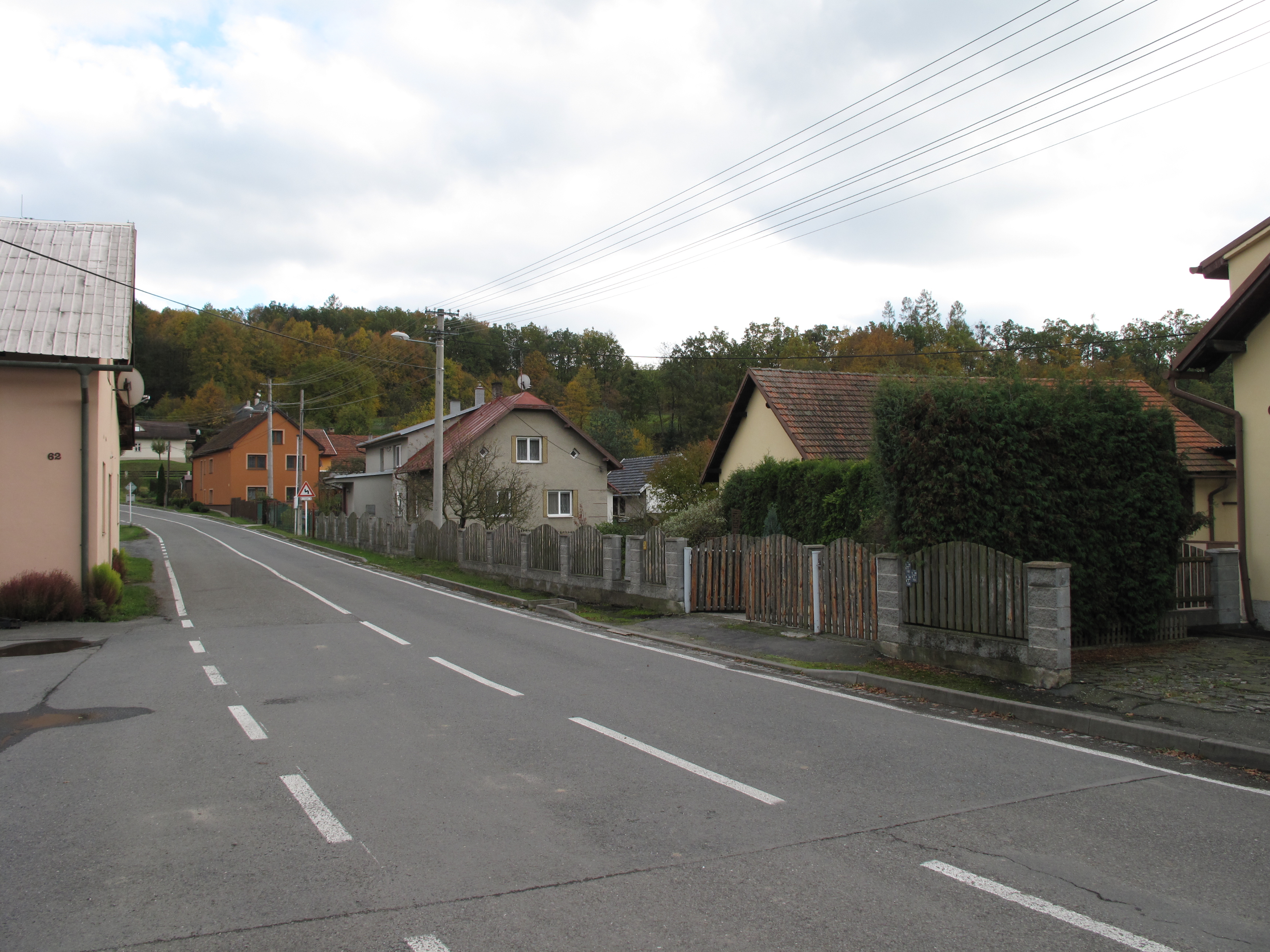
Domy u silnice
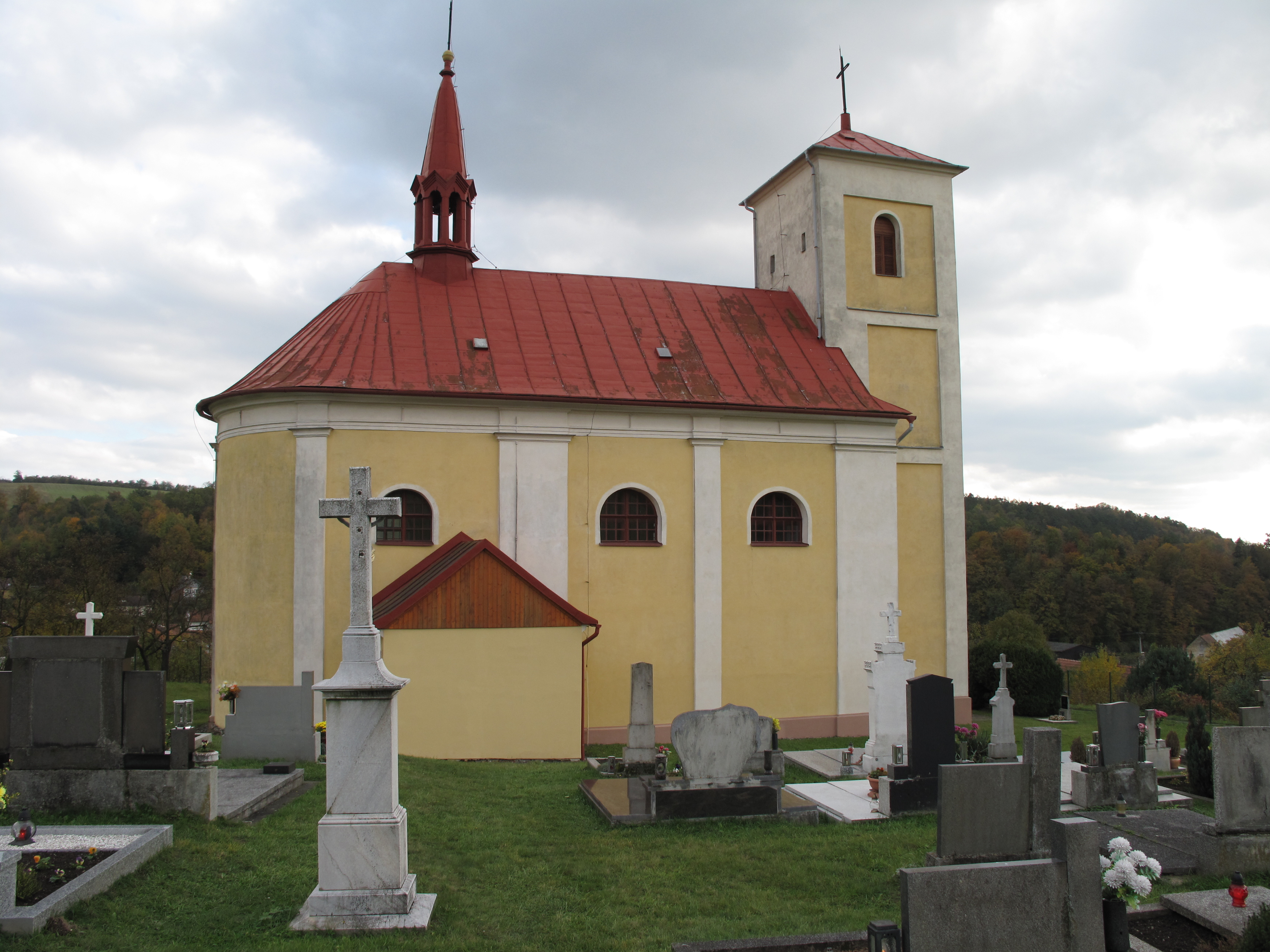
Kostel svatého Jana Křtitele a svaté Barbory
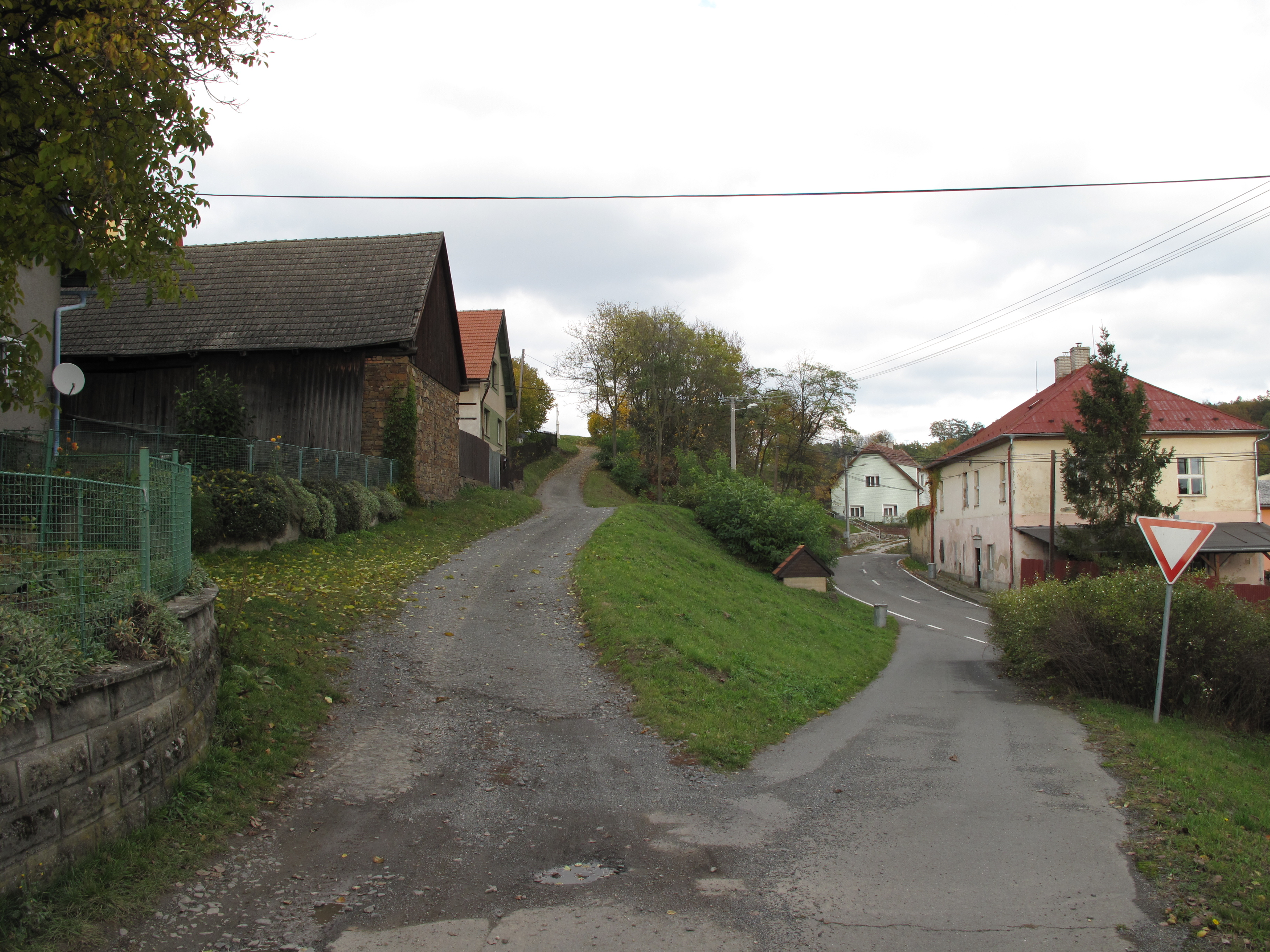
Cesty